# Zespół stresu opiekuna
Zespół stresu opiekuna (ang. caregiver stress syndrome) − stan fizycznego, emocjonalnego i psychicznego wyczerpania, występujący u osób długotrwale opiekujących się osobą niesamodzielną (starszą lub przewlekle chorą) z powodu funkcjonowania w przewlekłym stresie, który towarzyszy sprawowaniu tej opieki, oraz zaniedbywania własnych potrzeb.
Wśród objawów występują: bezczynność, bezsenność, brak apetytu, chroniczne zmęczenie, dolegliwości bólowe, drażliwość, niepokój, problemy z koncentracją, poczucie winy, uczucie pustki, zaniedbywanie obowiązków i nieświadome przejęcie objawów podopiecznego, a u części opiekunów dochodzi do rozwoju uzależnienia (np. od alkoholu, od tytoniu).
Wśród jego głównych przyczyn znajdują się rezygnacja z życia zawodowego i towarzyskiego z powodu obowiązków związanych z opieką nad chorym, pozostawienie samemu sobie, pozbawienie wsparcia innych osób, presja otoczenia na rzecz pełnego zaangażowania w obowiązki opiekuńcze.
Profilaktyka obejmuje wygospodarowanie czasu wolnego na odpoczynek, szukanie wsparcia emocjonalnego i wsparcia w wykonywaniu obowiązków opiekuńczych oraz pozwolenie sobie na odczuwanie negatywnych emocji wobec siebie i podopiecznego. Nieleczony zespół może prowadzić do rozwoju depresji (w zależności od badań występuje ona u 11% lub 30% badanych).
Efektem zespołu stresu opiekuna osoba nią dotknięta przestaje być zdolna do dalszej opieki i stara się przerzucić ją na inne instytucje. Wiąże się to ze zjawiskiem nieuzasadnionych hospitalizacji albo odmawiania zabrania wypisanego podopiecznego do domu.